# Phygadeuon strigosus
Phygadeuon strigosus är en stekelart som beskrevs av Schiodte 1839. Phygadeuon strigosus ingår i släktet Phygadeuon och familjen brokparasitsteklar. Inga underarter finns listade i Catalogue of Life.